# Палата Српске штедионице
Палата Српске штедионице подигнута је 1899. године у главној улици Зрењанина, улици краља Александра I Карађорђевића, у оквиру Старог градског језгра, као Просторно културно-историјске целине од великог значаја.
Палата је подигнута по пројекту архитекте Милана Табаковића који је складно употребио и комбиновао елементе неоренесансе, необарока и тек надолазеће сецесије, карактеристикама типичним за позни историцизам. Ово његово репрезентативно дело не заостаје за његовим најбољим остварењима. Наручилац палате била је Српска православна црквена општина, а 1901. године је у њој основана Српска штедионица. Данас је само део зграде према порти Успенске цркве у поседу СПЦО, где су смештене просторије парохијског дома и духовног центра.

## Архитектура палате
Палата је угаона једноспратна грађевина основе у облику ћириличног слова „П”, са подужним крилом постављеним на регулацију Светосавске улице, а од осталих двају слободних фасада једна је на регулацији главне улице, а друга је у склопу порте Успенске цркве. Угао је засечен и наглашен витким кубетом сецесијске декорације који истиче репрезентативност објекта, наглашава угао раскршћа и кореспондира са куполама суседних објеката преко пута главне улице. На углу се налази балкон којег носе моћне конзоле са оградом од камених стубовима и кованог гвожђа. Изнад улаза у зграду у главној улици је декоративан еркер на конзолама, завршен полукуполом од поцинкованог лима. На фасади ка Светосавској улици наглашен је средишњи део са плитким ризалитом и лименим мансардним кровом. На овој страни фасаде налази се ајмфорт пролаз који води у атријум и из ког се иде на спрат са становима. На Фасади која је окренута ка порти цркве у средишњем делу се истиче портал наглашен степеништем и плитком полукуполом.
На овом објекту уочава се Табаковићева склоност ка детаљима и орнаментици – фасадно платно је издељено пиластрима на поља у којима је по један прозор. Изнад прозора је декорација у виду барокних картуша са митолошким симболима и медаљонима са главама младића и девојака. Приземље је једноставне обраде и истиче трговачки карактер и намену објекта, са великим отворима за излоге и врата која су правоугаоног облика и без украса, једину декорацију чине хоризонталне фуге у малтеру.
У организацијо простора, Табаковић се користи традиционалним решењима у двотрактној схеми са просторијама према улици, ходницима према дворишту и бочно постављеним степеништем.
Покрајински завод за заштиту споменика културе из Новог Сада извео је рестаураторске радове на фасади 2002. године, када је враћен аутентичан изглед приземља.